# Буржинский, Павел Войцехович
Павел Войцехович Буржинский (Павел Феликс Адам; иногда Васильевич; 6 [18] февраля 1858 или 25 января 1858, Царское Село, Санкт-Петербургская губерния — 5 апреля 1926, Путивль) — фармаколог, ординарный профессор на кафедре фармакологии Томского университета.

## Работы
- О всасывании кожею некоторых веществ из ланолиновых мазей // Врач. 1886. № 23;
- К вопросу о мочегонных // Врач. 1887;
- О болезнетворных свойствах гроздевидного златококка у некоторых животных // Врач. 1889;
- Буржинский П. В., Леман Э. А. «Обвойник: Periploca graeca», фармакохимическое исследование // Врач. 1896. № 29;
- Современный взгляд на «целительную силу природы»: речь, читанная на торжественном акте Императорского Томского университета 22 октября 1896 г. // Известия Томского университета. 1897. Кн. 12;
- К вопросу о влиянии стрихнина на деятельность сердца и почек // Известия Томского университета. 1898. Кн. 14.

## Архивные источники
- Российский государственный исторический архив (РГИА). Ф. 733. Оп. 156. Д. 586;
- Государственный архив Томской области (ГАТО). Ф. 126. Оп. 2. Д. 2548;
- ГАТО. Ф. 126. Оп. 9. Д. 83;